# 7058 Al-Tusi
7058 Al-Tusi este o planetă minoră (asteroid), cu un diametru de 5,624 km, din centura de asteroizi. A fost descoperită pe 16 septembrie 1990 la Observatorul Palomar de Henry E. Holt și a fost numită după Sharaf al-Dīn al-Ṭūsī⁠(d). 
Obiectul prezintă o orbită caracterizată de o semiaxă mare de 2,2411631 UAi, o excentricitate de 0,14, o înclinație de 4,33104 ° în raport cu ecliptica.